# 戴天昭
戴 天昭（たい てんしょう、1935年12月 28日 ）は、台湾の国際政治学者。

## 経歴
1935年、台湾生まれ。1959年7月、台湾大学法学院政治学系卒業。1964年3月、明治大学大学院修士課程政経科修了、政治学修士。1971年2月、法政大学大学院社会学研究科博士課程政治学専攻修了、政治学博士。1971年4月、法政大学講師（1973年辞任）。1974年3月、東京大学社会学研究科博士課程国際関係論専攻修了。
2001年には『台湾戦後国際政治史』、2005年には『台湾　法的地位の史的研究』を上梓した。

## 著書
単著
- 『台湾 法的地位の史的研究』 行人社、2005年12月。ISBN 978-4905978695。
- 『台湾戦後国際政治史』 行人社、2001年2月。ISBN 978-4905978503。
- 『台湾国際政治史研究 (1971年)』 法政大学出版局、1971年。ASIN B000J9KQC4

共著
- 田中直吉、戴天昭 『米国の台湾政策 (1968年)』 鹿島研究所出版会、1968年。ASIN B000JA3IDM